# رنگ ارغوانی (فیلم ۲۰۲۳)
رنگ ارغوانی (به انگلیسی: The Color Purple) یک فیلم درام موزیکال آمریکایی به کارگردانی بلیتز بازاوول و محصول ۲۰۲۳ است. این فیلم توسط مارکوس گاردلی از موزیکال صحنه‌ای به همین نام در سال ۲۰۰۵ برای نمایش اقتباس شده‌است که به نوبه خود بر اساس رمان رنگ ارغوانی از آلیس واکر است. همچنین این دومین اقتباس سینمایی از این رمان، پس از اقتباس سینمایی استیون اسپیلبرگ در سال ۱۹۸۵ است. اسپیلبرگ و کوئینسی جونز به همراه تهیه‌کنندگان موزیکال صحنه‌ای اسکات سندرز و اپرا وینفری که در سال ۱۹۸۵ در نقش سوفیا نیز بازی کرد، برای تولید این نسخه بازگشتند.
رنگ ارغوانی در ۲۰ نوامبر ۲۰۲۳ در لندن به نمایش درآمد و در ۲۵ دسامبر ۲۰۲۳ توسط برادران وارنر پیکچرز در ایالات متحده اکران شد. این فیلم نقدهای مثبتی از سوی منتقدان دریافت کرد و همچنین چندین افتخار از جمله نامزدی گلدن گلوب برای بارینو و بروکس و پنج نامزدی در بیست و نهمین دوره جوایز انتخاب منتقدان شامل بهترین فیلم به‌دست‌آورد.

## داستان
داستان فیلم در مورد مبارزات مادام العمر یک زن آفریقایی آمریکایی است که در اوایل دهه ۱۹۰۰ در جنوب زندگی می‌کرد.

## بازیگران
- فانتازیا بارینو در نقش سلی هریس
  - فیلیسیا مپسی در نقش سلی جوان
- کولمن دومینگو در نقش میستر
- تراجی پی. هنسون در نقش شوگ آوری
- کوری هاکینز در نقش هارپو
- دانیل بروکس در نقش سوفیا
- هر در نقش اسکویک
- سی‌یرا در نقش نتی
  - هلی بیلی در نقش نتی جوان
- لوئیس گوست، جونیور در نقش میستر پیر
- دیوید آلن گرایر در نقش کشیش آوری
- آنجانو الیس در نقش ماما
- تاملا جی. مان در نقش بانوی اول
- دیون کول در نقش آلفونسو
- استفان هیل در نقش باستر
- الیزابت مارول در نقش خانم میلی

## تولید
در ۲ نوامبر ۲۰۱۸، اعلام شد که یک اقتباس سینمایی از این موزیکال در برادران وارنر پیکچرز در حال ساخت است. پیکچرز و آمبلین اینترتینمنت، همان شرکت‌هایی که در سال ۱۹۸۵ اقتباس سینمایی از این رمان را ساختند، با استیون اسپیلبرگ، کوئینسی جونز، اسکات سندرز و اپرا وینفری همگی برای تهیه‌کنندگی قرارداد امضا کردند. در ۲۴ آگوست ۲۰۲۰، اعلام شد که مارکوس گاردلی فیلمنامه را خواهد نوشت. وینفری پس از اینکه او و تهیه‌کنندگان کارش را در فیلم دفن کوجو دیدند، انتخاب بازاوول به عنوان کارگردان را ستود و گفت که «همه از دیدگاه منحصر به فرد بلیتز به عنوان کارگردان شگفت زده شده‌اند و مشتاقانه منتظرند ببینند او چگونه تکامل بعدی این داستان دوست داشتنی را به ارمغان می‌آورد.» همچنین اعلام شد آلیس واکر، ربکا واکر، کریستی ماکوسکو کریگر، کارلا گاردینی و مارا جاکوبز تهیه‌کنندگان اجرایی این فیلم خواهند بود.
در آگوست ۲۰۲۱، کوری هاکینز برای نقش اصلی انتخاب شد. در همان ماه، هر برای اولین بازیگری بلندش انتخاب شد. در فوریه ۲۰۲۲، تراجی پی. هنسون، فانتازیا بارینو، دانیل بروکس، کولمن دومینگو و هلی بیلی به بازیگران پیوستند و بارینو و بروکس دوباره نقش‌های خود را از تولیدات موزیکال صحنه بازی کردند. در مارس ۲۰۲۲، لوئیس گوست، جونیور، دیوید آلن گرایر، تاملا جی. مان، فیلیسیا مپسی، دیون کول، استفن هیل و سی‌یرا به بازیگران پیوستند. در آوریل ۲۰۲۲، آنجانو الیس و الیزابت مارول به بازیگران پیوستند.
فیلمبرداری در مارس ۲۰۲۲ آغاز شد و تولید در سایت تفریحی ایالتی ساحل دریفت وود از ۱۶ مارس تا ۲۵ مارس انجام شد.

## انتشار
این فیلم اولین نمایش جهانی خود را در ۲۰ نوامبر ۲۰۲۳ در لندن داشت و در ۲۵ دسامبر ۲۰۲۳ در سینما اکران شد. نخست قرار بود رنگ ارغوانی در ۲۰ دسامبر ۲۰۲۳ منتشر شود، اما بعداً تاریخ انتشار با آکوامن و پادشاهی گم‌شده تغییر کرد.